# Семёнова, Валентина Петровна
Валенти́на Петро́вна Семёнова (12 апреля 1952, д. Платишино, Красногородский район, Псковская область, РСФСР, СССР) — советская гребчиха (академическая гребля), неоднократная чемпионка Международных регат, двукратная чемпионка мира, шестикратная чемпионка СССР. Заслуженный мастер спорта СССР (1979). Мастер спорта СССР международного класса.

## Биография
Окончила Красногородскую школу-интернат № 1.
Начала заниматься спортом в 18 лет. Первый тренер — Доброхвалова Г. А.
С 1978 по 1982 год входила в состав сборной СССР по академической гребле.
В 1985 году закончила Московскую государственную академию физической культуры.
Работала в государственном комитете Псковской области по молодёжной политике и спорту.

## Достижения
- Чемпионка Мира (1979, 1982)
- Бронзовый призёр Чемпионата Мира (1983)
- Чемпионка Международных соревнований «Дружба-84» (1984)[2]
- Пятикратная чемпионка СССР[2]

Награждена орденом «Знак почёта», почетными знаками «За заслуги в развитии физической культуры и спорта», «За заслуги в развитии олимпийского движения в России», «Отличник физической культуры и спорта», ЦК ВЛКСМ «Спортивная доблесть», медалями «80 лет Госкомспорту России», «100 лет Профсоюзам», «1100 лет со дня основания г. Пскова», дипломом «Фэйер Плей».